# Aleksandrowskoje (obwód omski)
Aleksandrowskoje (ros. Александровское) – wieś w Rosji, w obwodzie omskim, w rejonie szerbakulińskim. W 2010 liczyła 1299 mieszkańców.